# Grossology
A Grossology 2007-tól 2010-ig futó 2D-s számítógépes animációs kanadai televíziós sorozat, amelynek alkotója Sylvia Branzei. A tévéfilmsorozat a Nelvana gyártásában készült. Műfaját tekintve akciófilm- és kalandfilmsorozat. Kanadában a YTV vetítette.

## Szereplők
| Szereplő                      | Eredeti hang         |
| ----------------------------- | -------------------- |
| Tyler "Ty" Archer             | Michael Cohen        |
| Abigail "Abby" Archer         | Krystal Meadows      |
| Paul "Lab Rat" Squirfenherder | M. Christian Heywood |
| The Director                  | Paul O'Sullivan      |